# Козыльяры
Козылья́ры (чув. Хӗрлӗҫыр — «Красный яр») — деревня в Урмарском районе Чувашской Республики. Входит в состав Тегешевского сельского поселения.
В деревне 8 улиц, 221 дворов.

## Варианты названия
Старые Кизыляры при речке Кубасе, Старые Козыльяры, Старый Казыльяр (Хирли-сир).

## История
Входила в состав Шигалеевской, Ковалинской волостей Свияжского уезда; Новоковалинской, Урмаровской волостей Цивильского уезда. С 1927 года — в составе Урмарского района. Жители — чуваши. В конце XIX века действовали водяная и крупообдирочная мельницы. В 1885 была открыта школа грамоты. В 1930 году образован колхоз «Красная Кубня».